# Inmigración córnica en los Estados Unidos
Los estadounidenses córnicos (en córnico: Amerikanyon gernewek, en inglés: Cornish Americans) son estadounidenses que se describen a sí mismos como de ascendencia córnica, un grupo étnico de celtas británicos nativos de Cornualles y las islas Sorlingas en el Reino Unido.
Los apellidos y nombres personales córnicos siguen siendo comunes, y a menudo son distintos de los nombres irlandeses, escoceses y galeses, aunque existe una similitud con los nombres galeses y bretones en muchos casos. Del mismo modo, la mayoría de los topónimos de Cornualles siguen siendo británicos. El idioma córnico había desaparecido como lengua principal hablada a finales del siglo XVIII, pero desde principios del siglo XX se ha producido un resurgimiento de la lengua.
La ascendencia de Cornualles no se reconoce en el censo de Estados Unidos. Se estima que hay aproximadamente dos millones de personas con ascendencia córnica en los Estados Unidos, que es casi cuatro veces la población actual de Cornualles en el Reino Unido, que asciende a aproximadamente 550.000, aunque las personas de ascendencia córnica también viven en otras partes de Inglaterra, Gales, Escocia e Irlanda del Norte, por lo tanto, la población de Cornualles no debe combinarse con la población total córnica del Reino Unido.

## Emigración córnica a los Estados Unidos
Tangier Island es una isla en la parte baja de la bahía de Chesapeake en Virginia: algunos habitantes tienen un acento de West Country que se remonta a los colonos (incluidos los de Cornualles) que llegaron allí en el siglo XVII.
La coincidencia del declive de la industria minera en Cornualles en el siglo XIX y el descubrimiento de grandes cantidades de depósitos minerales en el extranjero significó que las familias de Cornualles se dirigieran al extranjero en busca de trabajo. Cada década entre 1861 y 1901, una quinta parte de la población masculina de Cornualles emigró al extranjero, tres veces el promedio de Inglaterra y Gales . En total, el condado perdió más de un cuarto de millón de personas entre 1841 y 1901.
Un gran número de personas de Cornualles se trasladaron a los Estados Unidos y, aunque algunos se quedaron en la ciudad de Nueva York y otros puertos de la costa este después de llegar, muchos se trasladaron tierra adentro a áreas mineras en California, Wisconsin, Pensilvania y Míchigan. Una de esas áreas fue Mineral Point, Wisconsin, en la que el grupo más grande de inmigrantes eran mineros de Cornualles atraídos por las oportunidades de minería de plomo, y en 1845 aproximadamente la mitad de la población de la ciudad tenía ascendencia córnica. Hoy en día, la ciudad de Redruth, en Cornualles, está hermanada con Mineral Point.

## Cultura córnica en los Estados Unidos

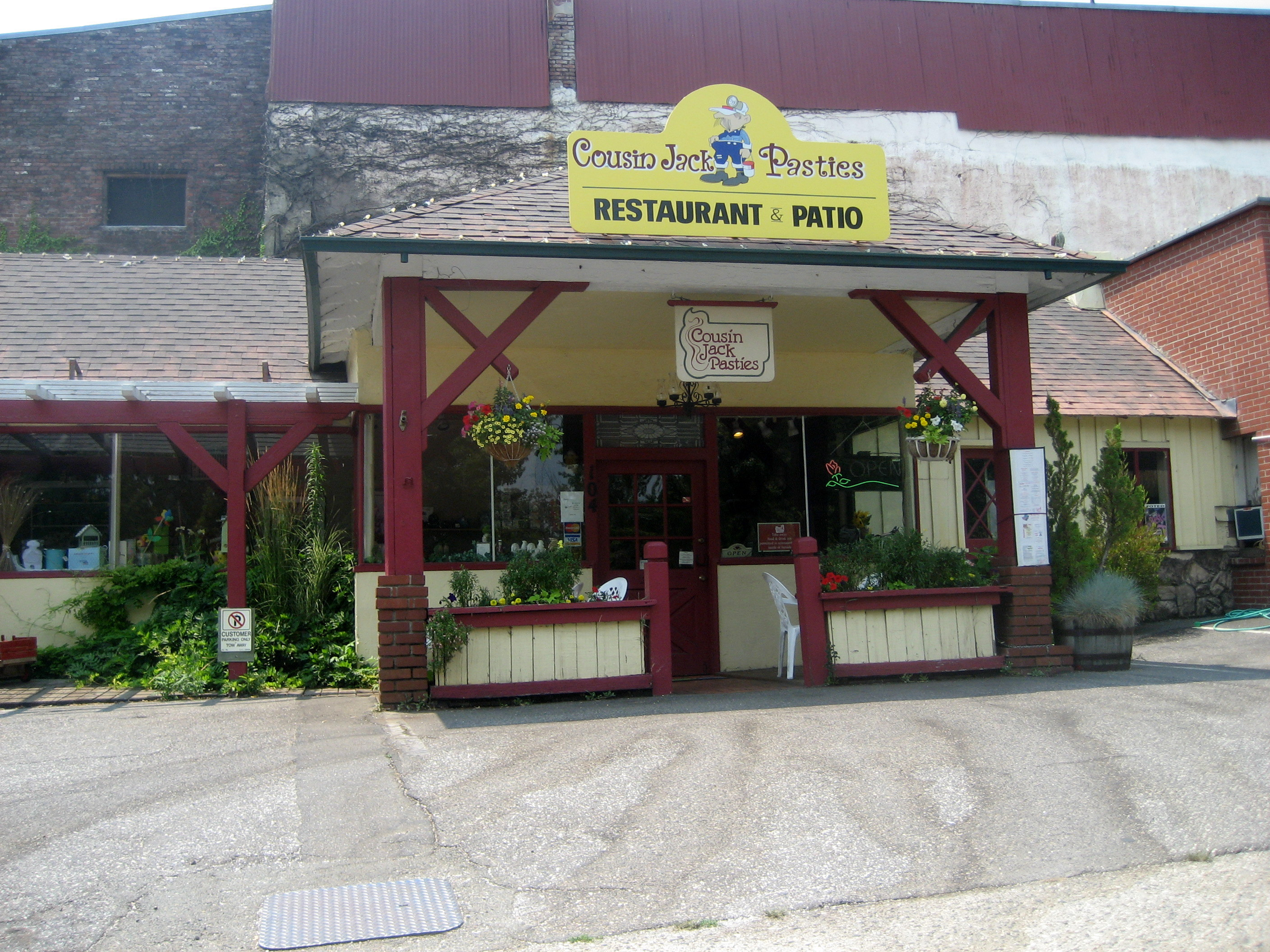
Un "primo de Jack" pastosa tienda en Grass Valley, California

Mineral Point, Wisconsin, sirve comida de Cornualles, como empanadas y figgyhobbin, y las empanadas de Cornualles se venden en las antiguas ciudades mineras de Cornualles en Estados Unidos, especialmente en Butte, Montana y la península superior de Míchigan.
En California, las estatuas y monumentos de muchas ciudades rinden homenaje a la influencia de Cornualles en su desarrollo. En la ciudad de Grass Valley, la tradición de cantar villancicos de Cornualles sigue viva y un historiador local de la zona dice que las canciones se han convertido en "la identidad de la ciudad". Algunos de los miembros del actual Coro de Carol de Cornualles son de hecho descendientes de los mineros de oro originales de Cornualles. La ciudad celebra cada año las celebraciones del Día de San Piran, que junto con el canto de villancicos, incluye una ceremonia de izamiento de la bandera, juegos que involucran el pastel de Cornualles y competencias de lucha de Cornualles. La ciudad está hermanada con Bodmin en Cornualles.
La cultura córnica sigue teniendo influencia en el país del cobre del norte de Míchigan, las cordilleras de hierro del norte de Míchigan, Wisconsin y Minnesota, y Butte, Montana.
Hubo muchos campeones de lucha de Cornualles famosos de los EE incluidos muchos campeones mundiales.
Los mineros inmigrantes córnicos aparecen en la serie de televisión Deadwood, hablando su idioma nativo, a pesar de que el córnico se había extinguido en el siglo XVIII antes de un resurgimiento en el siglo XX; los actores en las escenas relevantes hablan de hecho, en lugar de córnico, irlandés, un idioma celta compañero, pero no mutuamente inteligible ya que el irlandés/gaélico es de una rama diferente de los idiomas celtas, mientras que el córnico está mucho más cerca y es parte de la misma. rama, como el todavía próspero galés y bretón, y las ahora extintas lenguas britónicas de la isla de Gran Bretaña, como el cumbrico y el picto.
Legends of the Fall, una novela del autor estadounidense Jim Harrison, que detalla la vida de una familia estadounidense-córnica a principios del siglo XX, contiene varios términos del idioma córnico. Estos también se incluyeron en la película ganadora del Premio de la Academia del mismo nombre protagonizada por Anthony Hopkins como el Coronel William Ludlow y Brad Pitt como Tristan Ludlow.
El personaje ficticio Conan el Bárbaro no se representa como córnico, sin embargo, el nombre Conan es un nombre córnico británico.

## Gente notable

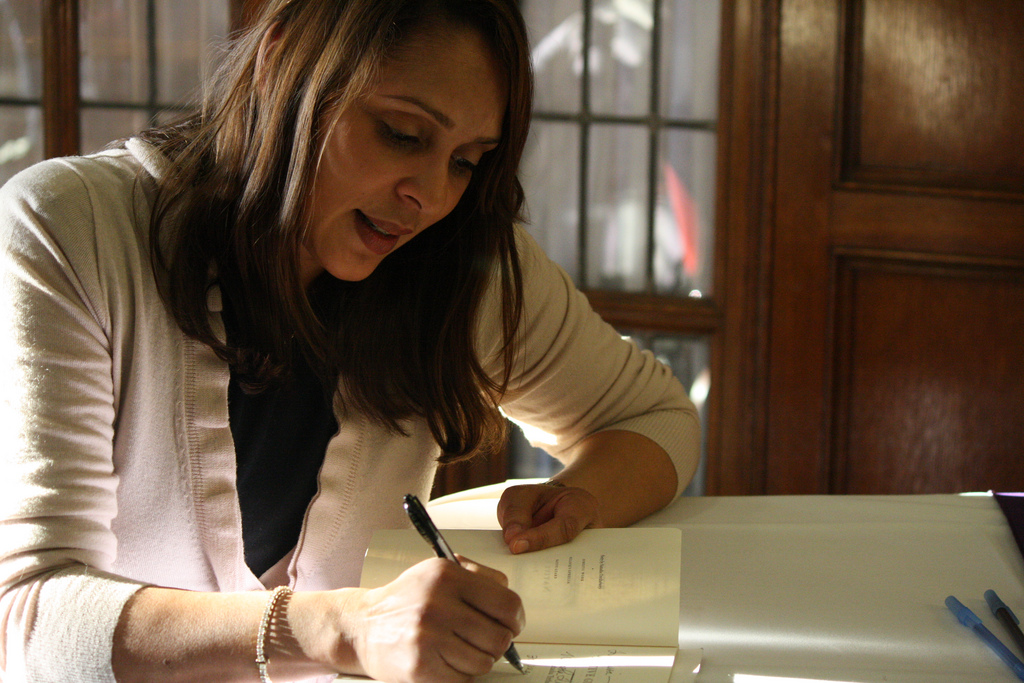
Natasha Trethewey, Poeta Laureada de los Estados Unidos

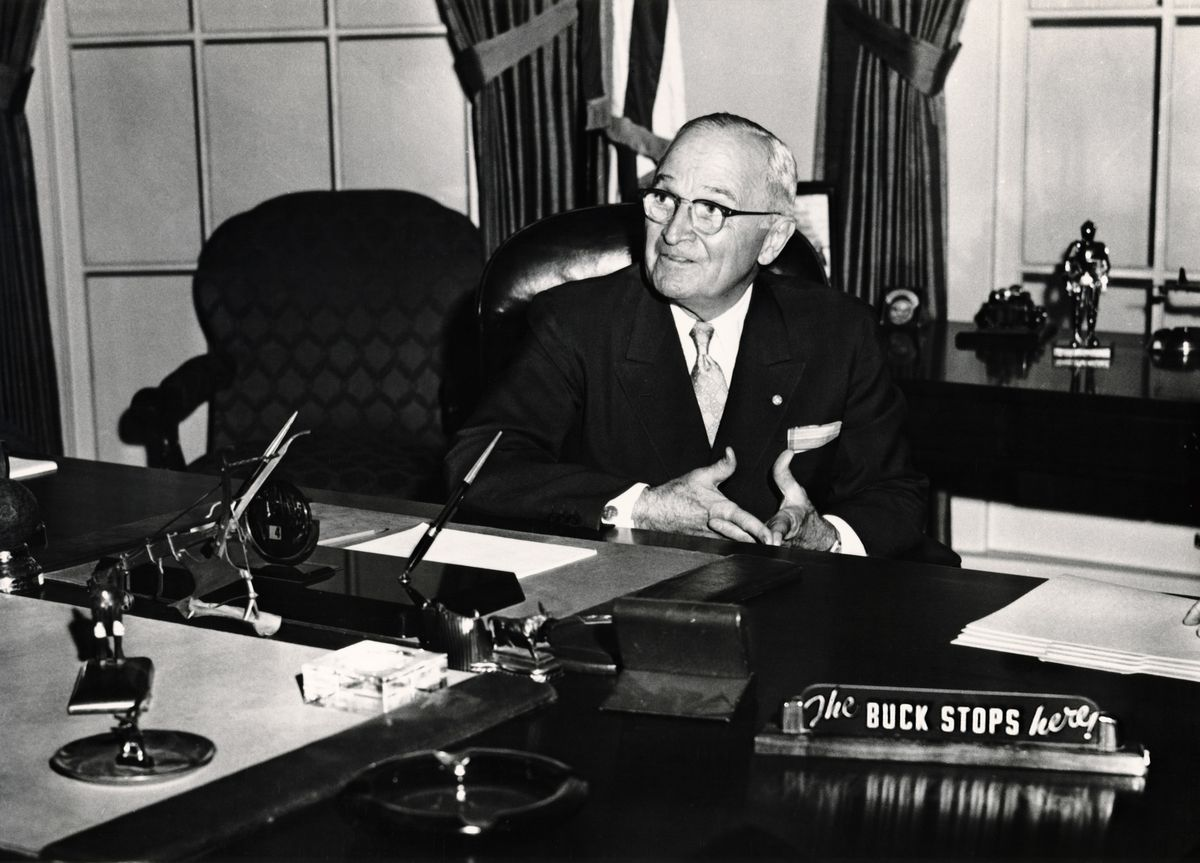
Presidente Truman, posiblemente un Tremaine de Cornualles

Varios estadounidenses notables nacieron en Cornualles o tienen antepasados córnicos:
- Mark Twain - Samuel Langhorne Clemens (30 de noviembre de 1835 - 21 de abril de 1910), más conocido por su seudónimo Mark Twain, fue un autor y humorista estadounidense . Es conocido por sus novelas Adventures of Huckleberry Finn (1885), llamada "la gran novela estadounidense ", y The Adventures of Tom Sawyer (1876). La familia Clemens vino originalmente de Looe, Cornualles.[23]
- Richard Bullock : se convirtió en una figura legendaria de la era de los vaqueros del Lejano Oeste. Sus hazañas rápidas trabajando en el escenario de Deadwood le valieron el apodo de " Deadwood Dick ".
- Colin Trevorrow - un director de cine y guionista estadounidense. El apellido Trevorrow se origina en el pueblo de Ludgvan cerca de Penzance.[24]
- Jayne Mansfield : una actriz estadounidense que trabaja tanto en Broadway como en Hollywood. Sus antepasados se mudaron de Cornualles a Pen Argyl para trabajar en pizarra.[25] Su hija es la actriz Mariska Hargitay .
- Michael J. Fox : actor, autor, comediante, productor, activista y locutor canadiense-estadounidense.[cita requerida]
- Edie Falco - actriz estadounidense de televisión, cine y teatro. Su antepasado fue un maestro marinero de Cornualles, de Penzance .[26][27]
- Dirk Kempthorne - Secretario del Interior de los Estados Unidos, Gobernador de Idaho, Senador de los Estados Unidos en representación de Idaho y Alcalde de Boise, que tiene antepasados inmigrantes de Cornualles.[28]
- Rick Rescorla : un oficial retirado del ejército de los Estados Unidos de origen Cornish que sirvió con distinción en Rhodesia como soldado británico y en la guerra de Vietnam como oficial estadounidense. Rescorla era el jefe de seguridad del World Trade Center de la firma de servicios financieros Morgan Stanley y murió en los ataques del 11 de septiembre de 2001, mientras dirigía los esfuerzos de evacuación.
- John Spargo - un escritor socialista y muckraker estadounidense nacido en Cornualles.
- Randy Travis : cantante de country estadounidense, nacido como Randy Bruce Traywick, descendiente de un tal Robarde Traweek, que nació en 1668 en Cornwall. El hijo de Robarde, Robert, nació en 1700 en el condado de Stafford, Virginia y murió en 1788 en el condado de Onslow, Carolina del Norte, estableciendo las raíces de Carolina del Norte de la familia Traywick.[cita requerida]
- John Johns Trigg - Congresista de Virginia y oficial de la Guerra Revolucionaria Estadounidense era mayoritariamente de ascendencia de Cornualles, sus antepasados habían inmigrado a las colonias británicas en América desde Cornualles a mediados del siglo XVII.
- William Williams - un inmigrante de Cornualles a Saint Paul, Minnesota, que fue condenado por los asesinatos en 1905 de su amante homosexual y la madre de este último. Su ahorcamiento fue una chapuza y Williams sigue siendo la última persona ejecutada por el estado de Minnesota.
- Natasha Trethewey, una poeta estadounidense ganadora del Premio Pulitzer[29] que fue nombrada Poeta Laureada de los Estados Unidos y también Poeta Laureada de Misisipi en 2012. Su padre, Eric Trethewey (de Canadá), también es poeta y profesor de inglés en la Universidad Hollins .[30] Trethewey es un apellido derivado del idioma córnico.[31]
- Elizabeth Arden - Florence Nightingale Graham (31 de diciembre de 1884 - 18 de octubre de 1966), que se hacía llamar Elizabeth Arden, fue una mujer de negocios canadiense-estadounidense que construyó un imperio de cosméticos en los Estados Unidos. En la cima de su carrera, fue una de las mujeres más ricas del mundo. Su madre era Cornish, su padre escocés, se conoció en Cornwall.[32]
- Harry S. Truman - Truman, el trigésimo tercer presidente de los Estados Unidos (1945-1953), pudo haber sido descendiente de la familia Cornish Tremayne, aunque a él mismo no le gustaba esta teoría y prefería un origen anglosajón. El presidente dijo que creía que "lo de Tremaine es un montón de tonterías", pero admitió: "Quizás estoy equivocado. De todos modos, como les dije, siempre y cuando no encontremos al Capitán Kidd, Morgan el Pirata o JP [Morgan] tampoco, para el caso, en 'la línea' estoy satisfecho " [33]
- Rutherford B. Hayes, el decimonoveno presidente de los Estados Unidos (1877–1881), era descendiente de Thomas Burgess, un emigrante de Truro, Cornualles, a Salem, Massachusetts en el siglo XVII.[34]
- Franklin D. Roosevelt, el 32.º presidente de los Estados Unidos (1933-1945), era, como Hayes, descendiente de Thomas Burgess, cuya abuela resultó ser una Trethewey.[35]
- Donald Bertrand Tresidder fue el cuarto presidente de la Universidad Stanford, sirviendo desde 1943 hasta su repentina muerte en 1948. También tuvo una asociación desde hace mucho tiempo con el parque nacional Yosemite.

## Otras lecturas
- Cornish, Joseph H. La historia y la genealogía de las familias de Cornish en América . Compañía de libros Higginson. 2003. ASIN: B0006S85H6.
- Ewart, Shirley. Familias altamente respetables: Cornish of Grass Valley, California 1854-1954 (Serie de pioneros del condado de Nevada) . Prensa Comstock Bonanza. Octubre de 1998.ISBN 978-0-933994-18-8.
- Magnaghi, Russell M. Cornish en Michigan (Serie Descubriendo los Pueblos de Michigan) . Prensa de la Universidad Estatal de Míchigan. Octubre de 2007.ISBN 978-0-87013-787-7.
- Payton, Philip The Cornish Overseas . Cornwall Editions Limited. Abril de 2005.ISBN 978-1-904880-04-2.
- Rowse, AL The Cornish in America . Redruth: Dyllansow Truran. Junio de 1991.ISBN 978-1-85022-059-6.
- Todd, Arthur C. El minero de Cornualles en Estados Unidos: la contribución a la historia minera de los Estados Unidos por los mineros emigrantes de Cornualles: los hombres llamados primos Jacks . Arthur H. Clark (editor). Septiembre de 1995.ISBN 978-0-87062-238-0.
- White, Helen M. Cornish Cousins de Minnesota, Objetos perdidos: Sociedad de St. Piran de Minnesota . Publicaciones del patrimonio de Minnesota. 1997. ASIN: B0006QP60M.